# 宮内庁内郵便局

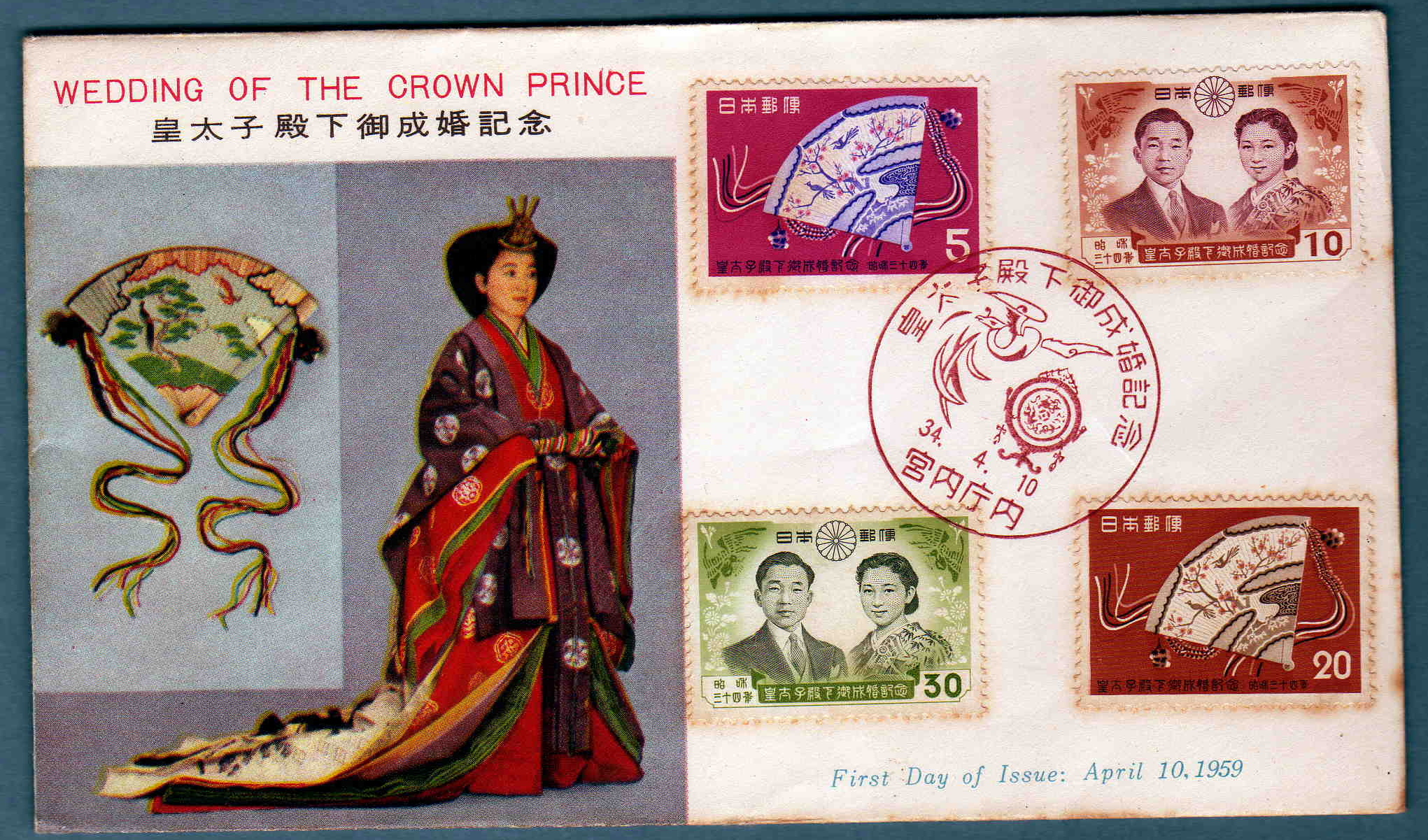
宮内庁内郵便局の記念印が押印された初日カバー（「皇太子殿下（明仁親王）御成婚記念」切手）

宮内庁内郵便局（くないちょうないゆうびんきょく）とは、東京都千代田区千代田にある郵便局。
民営化前の分類では無集配普通郵便局であった。

## 概要
住所：〒100-0001 東京都千代田区千代田1-1
日本郵便株式会社が設置する郵便局であり、宮内庁の組織ではない。利用者が限定されているわけではないが、当該局が入居している宮内庁庁舎には宮内庁職員や皇宮警察職員などの関係者しか立ち入りが認められていないため、事実上関係者のみ利用可能となっている。
一般客も窓口を利用したい旨の要望が当局に寄せられることもあるが、警備上の理由などにより、宮内庁からの要請で断られている。
風景印といった消印は郵頼で入手することになる。皇室関係の記念切手が発行される場合、記念印の使用指定局に指定される場合があり、その場合初日カバーが作られる。

## 沿革
- 1924年（大正13年）9月16日 - 宮内省内郵便局（二等）として開局[3]。
- 1947年（昭和22年）5月3日 - 宮内府内郵便局に改称[4]。
- 1949年（昭和24年）6月26日 - 宮内庁内郵便局に改称[5]。
- 1955年（昭和30年）9月1日 - 風景入通信日付印の使用を開始[6]。
- 2000年（平成12年）8月14日 - 外国通貨の両替および旅行小切手の売買に関する業務取扱を開始。
- 2007年（平成19年）10月1日 - 民営化。
- 2012年（平成24年）10月1日 - 日本郵便株式会社発足。

## 取扱内容
上記のように、一般の利用はできない
- 郵便、印紙、ゆうパック、内容証明
- 貯金、為替、振替、振込、国際送金、国債
- 生命保険、バイク自賠責保険
- ゆうちょ銀行ATM

## 風景印
- 図案は皇居二重橋・新宮殿。局名表記は「宮内庁内」
- 使用開始日は1972年（昭和47年）9月10日

## 周辺
- 皇居

## アクセス
- 駐車場なし